# Satanoperca leucosticta
Satanoperca leucosticta är en fiskart som först beskrevs av Müller och Troschel, 1849.  Satanoperca leucosticta ingår i släktet Satanoperca och familjen Cichlidae. Inga underarter finns listade i Catalogue of Life.